# Allobates fuscellus
Allobates fuscellus é uma espécie de anfíbio da família Aromobatidae. Pode ser encontrada no Brasil, Peru, e possivelmente na Colômbia e Bolívia.